# Philippa d'Arménie
Philippa d'Arménie (née en 1183 – décédée avant 1219) était une impératrice consort de Nicée. Elle était la fille de Roupen III d'Arménie et d'Isabelle de Toron,.

## Famille
Philippa était la jeune sœur d'Alice d'Arménie, une femme de Raymond IV de Tripoli. Ses grands-parents maternels étaient Onfroy III de Toron et Etiennette de Milly.

## Princesse d'Arménie
Lorsque son père Roupen III d'Arménie meurt en 1186, Philippa n'a alors que trois ans. Il est remplacé sur le trône par son frère cadet de Léon II qui était alors  le « régent et tuteur » de ses jeunes nièces. Il semble que celui-ci les ai alors mises de côté afin de favoriser ses propres descendants.
D'après les écrits de Smbat le Connétable, le 3 février 1189 ou 1190, des fiançailles sont prononcées entre Philippa et Schahenscah, le second fils de Tchordouanel, seigneur de Sassoun et d'une sœur de prénom inconnu de Grégoire IV, le plus Jeune, Catholicos arménien de Cilicie.
Dans le même temps, Alice est fiancée à Hathum, seigneur de Sassoun, le frère aîné de Schahenscah. La zone de Sason , que les deux frères contrôlaient alors, était relativement importante pour le royaume arménien de Cilicie. Il est donc probable que Léon ait fiancé ses nièces afin de s'assurer de la fidélité des deux frères.
Les mariages d'Alice et de Philippa eurent probablement lieu entre 1190 et 1193. En Mai 1193, Hathum et Schahenscah sont tous deux assassinés. Dans ses écrits, Smbat indique en effet que les deux sœurs sont veuves. Il rapporte également que des rumeurs circulent alors que Léon serait à l'origine de leur assassinat. Alice et Philippa sont alors âgées respectivement de onze ans et dix ans, il est donc très probable que leurs mariages n'aient pas été consommés.
Le 31 janvier 1198 ou 1199, de nouvelles fiançailles sont prononcées entre Philippa  et Oshin de Lampron, le fils aîné de Hathum, Seigneur de Lampron (1145 - 1218). Le mariage n'a finalement pas lieu, sans que Smbat n'indique de raison particulière. Oshin succède à son père en 1218, mais il meurt deux ans plus tard, et est remplacé par son jeune frère Constantin.

## Impératrice
Le 24 novembre 1214, Philippa épouse Théodore Ier Lascaris, empereur de l'Empire de Nicée. Leur mariage est mentionné dans les chroniques de George Acropolites. Ensemble, ils ont un fils, Constantin Laskaris, né en 1215, qui sera nommé duc de Thracésiens en 1249.
Cependant, en 1216, Théodore fait annuler leur mariage. Philippa retourne alors chez son oncle Léon qui déshérite dans le même temps Constantin. Bien que des raisons religieuses aient été mentionnées, les causes exactes de l'annulation du mariage ne sont pas connues. Il est possible que Léon ait donné une image fausse de la position de Philippa durant les négociations avec Théodore. Par leur mariage, Théodore cherchait à disposer de droits de succession pour le trône arménien, alors que Philippa n'était qu'une nièce de la reine et n'était particulièrement proche de la succession.
Lorsque Léon meurt en mai 1219, il est alors remplacé par sa fille Isabelle d'Arménie. Smbat ne mentionne pas Philippa parmi les membres de la famille qui étaient alors encore vivants. Il est donc probable qu'elle soit morte entre 1216 et 1219.

## Sources
- (en) Cet article est partiellement ou en totalité issu de l’article de Wikipédia en anglais intitulé « Philippa of Armenia » (voir la liste des auteurs).